# Jerry Only
Gerald Caiafa, plus connu sous le pseudonyme de Jerry Only est un bassiste et chanteur américain né le 21 avril 1959 à Lodi.

## Biographie
En 1977, peu de temps après avoir reçu sa première basse en guise de cadeau de noël, il forme les Misfits avec Glenn Danzig. Le groupe va rapidement se faire connaitre et va devenir le précurseur de l'horror punk. Bien que l'exclusivité de l'œuvre artistique du groupe soit le fruit de Glenn Danzig qui compose et écrit tous les morceaux, Jerry Only contribuera à l'image du groupe en inventant le Devilock, coiffure qui sera adopté par tous les musiciens du groupe.
Jerry Only est rejoint par son frère Doyle Wolfgang von Frankenstein en 1980, qui intégrera le groupe en tant que guitariste. Mais trois ans plus tard, à la suite de conflits entre Glenn Danzig et le reste du groupe, les Misfits se séparent après seulement 6 ans d'une carrière remarquée, dont l'œuvre sera une source d'inspiration pour de très nombreux groupes dont Metallica par l'intermédiaire du bassiste Cliff Burton.
À la suite de cette séparation, Jerry Only forme avec son frère le groupe Kryst The Conqueror, qui publiera un album en 1989, mais le succès n'est pas au rendez vous, alors que Samhain et Danzig, les groupes de l'ancien chanteur des Misfits rencontrent un succès important. Ces succès entrainent de nombreux fans à s'intéresser aux œuvres antérieures de Glenn Danzig, notamment lorsqu'il était dans les Misfits, ce qui créé un regain d'intérêt pour le groupe, qui possédait déjà une notoriété importante dans le milieu du punk américain. Les albums du groupe se vendent donc très bien ce qui créé un nouveau conflit entre Glenn Danzig et Jerry Only, ce dernier réclamant des royalties sur les ventes de ces albums. L'affaire se réglera devant les tribunaux.
En 1995, alors que de nombreux groupes punk se reforment pour des tournées très lucratives, Jerry Only et Doyle Wolfgang von Frankenstein tente de contacter Glenn Danzig pour reformer les Misfits. Devant le refus catégorique de ce dernier, Jerry Only décide de négocier en dehors des tribunaux avec ce dernier, pour obtenir le droit de réutiliser le nom du groupe sans son chanteur et fondateur historique. Glenn Danzig acceptera à la seule condition qu'une partie des bénéfices issus des produits dérivés lui soit reversée.
Les frères Caiafa recrutent le batteur Dr.Chud et le chanteur Michale Graves, et reforment donc les Misfits. Cette reformation ne suscitera néanmoins que peu d'enthousiasme chez les fans de la première heure, et le groupe sera désormais souvent surnommé Newfits ou Ressurected Misfits, pour souligner la parenté artistique toute relative du groupe actuel par rapport à ses débuts. Après avoir publié deux albums American Psycho et Famous Monsters, le groupe se sépare de nouveau en 2000.
Jerry Only refuse cependant de laisser mourir une nouvelle fois les Misfits et décide de faire une tournée pour fêter le 25e anniversaire du groupe. Il va prendre le poste de chanteur laissé vacant, recruter Dez Cadena (ex-Black Flag) à la guitare et Marky Ramone (ex-Ramones) à la batterie. Avec cette nouvelle composition, le groupe publie en 2003 Project 1950 album composé de reprises de morceaux des années 1950-60.
Un nouvel album serait actuellement en préparation, pour fêter le 30e anniversaire des Misfits.
Il joue sur une basse Custom "Devastator" faite par Bernie Rico, Jr. sur laquelle il a ajouté un œil de cyclope a l'extrémité. Il descend souvent ses cordes d'un demi-ton comme Lemmy Kilmister de Motörhead
Par ailleurs, Jerry Only joue au sein du supergroupe Osaka Popstar.